# Hebanthe
Hebanthe é um género botânico pertencente à família Amaranthaceae.

## Espécies
- Hebanthe decipiens
- Hebanthe erianthos
- Hebanthe erianthos fo. ovatifolia
- Hebanthe grandiflora
- Hebanthe holosericea
- Hebanthe hookeriana
- Hebanthe mollis
- Hebanthe occidentalis
  - Hebanthe occidentalis var. bangii
  - Hebanthe occidentalis var. occidentalis
- Hebanthe palmeri
- Hebanthe paniculata
  - Hebanthe paniculata fo. ovatifolia
  - Hebanthe paniculata fo. paniculata
- Hebanthe parviflora
- Hebanthe philippo-coburgi
- Hebanthe pulverulenta
- Hebanthe reticulata
- Hebanthe spicata
- Hebanthe subnuda
- Hebanthe vaga
- Hebanthe virgata